# Високопільська селищна територіальна громада
Високопільська селищна громада — територіальна громада в Україні, у Бериславському районі Херсонської області. Адміністративний центр — селище Високопілля.
Площа громади — 198,75 км², населення — 6488 мешканців (2017).

## Історія
Громада утворена 14 липня 2017 року шляхом об'єднання Високопільської селищної ради та Малошестірнянської, Нововознесенської сільських рад Високопільського району.
19 липня 2020 року, в результаті адміністративно-територіальної реформи та ліквідації Високопільського району, громада увійшла до складу Бериславського району.

## Населені пункти
До складу громади входять 2 селища (Високопілля, Архангельське) та 20 сіл:
- Благодатне
- Блакитне
- Вереміївка
- Добрянка
- Зарічне
- Іванівка
- Князівка
- Костирка
- Мала Шестірня
- Мар'їне
- Миколаївка
- Незламне
- Нововознесенське
- Новогригорівське
- Новомиколаївка
- Новопетрівка
- Ольжине
- Тополине
- Федорівка
- Черешневе.